# 久野昌輝
久野 昌輝（ひさの まさてる、1918年（大正7年）7月1日 - 1989年（平成元年）9月21日）は、日本の経営者。テレビ西日本元社長。

## 経歴・人物
東京都出身。1944年に早稲田大学法学部を卒業し、1951年に文化放送に入社した。1961年にフジテレビジョンの総務部長に就任し、取締役、常務、専務を歴任した。
1973年にテレビ西日本の専務に就任し、1979年から1985年までに社長を務めた、1985年以降、取締役相談役、顧問、フジテレビジョン監査役を歴任した。日本民間放送連盟副会長も務めた。
1983年に藍綬褒章を受章し、1989年に勲三等旭日中綬章を受章した。
1989年9月21日腎不全のために死去。71歳没。